# آشیلوسور
آشیلوسوروس (به انگلیسی: Achillesaurus) نام یک سرده از تیره الوارز خزندگان است. بقایای این دایناسور در منطقه ریو نگرو آرژانتین کشف و در سال ۲۰۰۷ نامگذاری شد. مانند سایر آلوارزخزندگان به نظر می‌رسد این دایناسور دوپا و پرنده مانند بوده و بازوان کوچکی را نیز دارا بوده‌است. آشیلوسور دایناسوری نسبتاً بزرگ و پایه آلوارزخزندگان محسوب می‌شده ولی هنوز ارتباطش با دیگر آلوارزخزندگان اثبات نشده‌است.

## کشف و نام‌گذاری
نام آشیلسوروس از آشیل، قهرمان اساطیر یونان گرفته شده‌است و به پاشنه آشیل اشاره دارد. محققان این نام را انتخاب کردند زیرا ویژگیهای تشخیصی این گونه، در ناحیه پاشنه اسکلت کشف شد. از آشیلوسور تنها چند استخوان جزئی کشف شده که شامل: چهار مهره دم ، انتهای فوقانی استخوان ران و انتهایی تحتانی، استخوان خاجی و چند استخوان پا می‌باشند. گونه خاص این جانور Achillesaurus manazzonei نام دارد.